# Холандија на Светском првенству у атлетици у дворани 2022.
Холандија је учествовала на 18. Светском првенству у атлетици у дворани 2022. одржаном у Београду од 18. до 20. марта осамнаести пут, односно учествовала је на свим првенствима до данас. Репрезентацију Холандије је представљало 19 такмичара (10 мушкарца и 9 жена) који су се такмичили у 11 дисциплина (6 мушких и 5 женских).,
На овом првенству Холандија је по броју освојених медаља заузела 21 место са 4 освојене медаље (2 сребрне и 2 бронзане)..
У табели успешности према броју и пласману такмичара који су учествовали у финалним такмичењима (првих 8 такмичара) Холандија је са 7 учесника у финалу делила 4 место са 36 бодова.
| Плас. | Земља     | 1. место | 2. место | 3. место | 4. место | 5. место | 6. место | 7. место | 8. место | Бр. финал. | Бод. |
| ----- | --------- | -------- | -------- | -------- | -------- | -------- | -------- | -------- | -------- | ---------- | ---- |
| =4.   | Холандија | 0        | 2        | 2        | 0        | 1        | 2        | 0        | 0        | 7          | 36   |

## Учесници
| Мушкарци: - Јорис ван Гол — 60 м - Исаја Бурс — 400 м, 4 х 400 м - Самуел Хапле — 800 м - Тони вон Дипен — 800 м, 4 х 400 м - Лијам ван дер Шаф — 60 м препоне - Тајмир Бурнет — 4 х 400 м - Ник Смидт — 4 х 400 м - Јохем Добер — 4 х 400 м - Теренс Агард — 4 х 400 м - Мено Влон — Скок мотком | Жене: - Н'кетиа Сед — 60 м - Фемке Бол — 400 м, 4 х 400 м - Лике Клавер — 400 м, 4 х 400 м - Зу Седнеј — 60 м препоне - Мајке Тјин А-Лим — 60 м препоне - Евелин Салберг — 4 х 400 м - Андреа Боума — 4 х 400 м - Лисане де Вите — 4 х 400 м - Јесика Схинтер — Бацање кугле |  |

## Освајачи медаља (4)

### Сребро (2)
- Фемке Бол — 400 м
- Лике Клавер, Евелин Салберг, 
 Лисане де Вите, Фемке Бол — 4 х 400 м

### Бронза (2)
- Тајмир Бурнет, Ник Смидт, 
 Теренс Агард, Тони вон Дипен — 4 х 400 м
- Јесика Схинтер — Бацање кугле

## Резултати

### Мушкарци
| Атлетичар         | Дисциплина   | Лични рекорд | Квалификације   | Квалификације  | Полуфинале           | Полуфинале           | Финале                | Финале               | Детаљи |
| Атлетичар         | Дисциплина   | Лични рекорд | Резултат        | Место          | Резултат             | Место                | Резултат              | Место                | Детаљи |
| ----------------- | ------------ | ------------ | --------------- | -------------- | -------------------- | -------------------- | --------------------- | -------------------- | ------ |
| Јорис ван Гол     | 60 м         | 6,58 НР      | Није стартовао  | Није стартовао | Није се квалификовао | Није се квалификовао | Није се квалификовао  | Није се квалификовао |        |
| Исаја Бурс        | 400 м        | 45,92        | 47,07           | 4. у гр. 1     | Није се квалификовао | Није се квалификовао | Није се квалификовао  | 17 / 24 (25)         |        |
| Самуел Хапле      | 800 м        | 1:46,61      | 1:48,09         | 3. у гр. 4     |                      |                      | Нису се квалификовали | 3 / 23 (24)          |        |
| Тони вон Дипен    | 800 м        | 1:44,82      | 1:49,80         | 4. у гр. 3     | 19 / 23 (24)         |                      | Нису се квалификовали |                      |        |
| Лијам ван дер Шаф | 60 м препоне | 7,72         | 7,72 кв, ЛР     | 5. у гр. 1     | 7,69 ЛР              | 7. у гр. 3           | Није се квалификовао  | 21 / 44 (46)         |        |
| Тајмир Бурнет     | 4 х 400 м    | 3:02,51 НР   | 3:07,43 КВ, НРС | 1. у гр. 1     |                      |                      | 3:06,52 НРС           |                      |        |
| Ник Смидт         | 4 х 400 м    | 3:02,51 НР   | 3:07,43 КВ, НРС | 1. у гр. 1     |                      |                      | 3:06,52 НРС           |                      |        |
| Теренс Агард      | 4 х 400 м    | 3:02,51 НР   | 3:07,43 КВ, НРС | 1. у гр. 1     |                      |                      | 3:06,52 НРС           |                      |        |
| Тони вон Дипен    | 4 х 400 м    | 3:02,51 НР   | 3:07,43 КВ, НРС | 1. у гр. 1     |                      |                      | 3:06,52 НРС           |                      |        |
| Исаја Бурс*       | 4 х 400 м    | 3:02,51 НР   | 3:07,43 КВ, НРС | 1. у гр. 1     |                      |                      | 3:06,52 НРС           |                      |        |
| Јохем Добер*      | 4 х 400 м    | 3:02,51 НР   | 3:07,43 КВ, НРС | 1. у гр. 1     |                      |                      | 3:06,52 НРС           |                      |        |
| Мено Влон         | Скок мотком  | 5,96         |                 |                |                      |                      | 5,75                  | 5 / 13               |        |

- Такмичари у штафети који су обележени звездицом трчали су у квалификацијама.

### Жене
| Атлетичарка      | Дисциплина   | Лични рекорд | Квалификације     | Квалификације | Полуфинале            | Полуфинале            | Финале                | Финале       | Детаљи |
| Атлетичарка      | Дисциплина   | Лични рекорд | Резултат          | Место         | Резултат              | Место                 | Резултат              | Место        | Детаљи |
| ---------------- | ------------ | ------------ | ----------------- | ------------- | --------------------- | --------------------- | --------------------- | ------------ | ------ |
| Н'кетиа Сед      | 60 м         | 7,24         | 7,30(.297)        | 5. у гр. 4    | Није се квалификовала | Није се квалификовала | Није се квалификовала | 24 / 46 (47) |        |
| Фемке Бол        | 400 м        | 50,30        | 51,48 КВ          | 1. у гр. 2    | 51,28 КВ              | 2. у гр. 1            | 50,57                 |              |        |
| Лике Клавер      | 400 м        | 50,98        | 51,96 КВ          | 2. у гр. 1    | 51,81                 | 3. у гр. 2            | 52,67                 | 6 / 28       |        |
| Зу Седнеј        | 60 м препоне | 7,95         | 7,98 КВ           | 2. у гр. 3    | 7,95 КВ, ЛР           | 1. у гр. 3            | 8,07                  | 6 / 41 (45)  |        |
| Мајке Тјин А-Лим | 60 м препоне | 8,16         | 8,11(.106) КВ, ЛР | 2. у гр. 3    | 8,13(.125)            | 6. у гр. 2            | Није се квалификовала | 19 / 41 (45) |        |
| Лике Клавер      | 4 х 400 м    | 3:27,15 НР   | 3:29,36 КВ, НРС   | 2. у гр. 1    |                       |                       | 3:28,57 НРС           |              |        |
| Евелин Салберг   | 4 х 400 м    | 3:27,15 НР   | 3:29,36 КВ, НРС   | 2. у гр. 1    |                       |                       | 3:28,57 НРС           |              |        |
| Лисане де Вите   | 4 х 400 м    | 3:27,15 НР   | 3:29,36 КВ, НРС   | 2. у гр. 1    |                       |                       | 3:28,57 НРС           |              |        |
| Фемке Бол        | 4 х 400 м    | 3:27,15 НР   | 3:29,36 КВ, НРС   | 2. у гр. 1    |                       |                       | 3:28,57 НРС           |              |        |
| Андреа Боума*    | 4 х 400 м    | 3:27,15 НР   | 3:29,36 КВ, НРС   | 2. у гр. 1    |                       |                       | 3:28,57 НРС           |              |        |
| Јесика Схинтер   | Бацање куге  | 19,72        |                   |               |                       |                       | 19,48                 |              |        |

- Такмичарка која је обележена звездицом трчала је у квалификацијама.